# Lê Đình Lý
Lê Đình Lý (chữ Hán: 黎廷理; 1790 - 1858) là danh tướng nhà Nguyễn trong lịch sử Việt Nam. Ông là vị tướng đầu tiên của triều đại này đã tử trận trong công cuộc chiến đấu chống quân Pháp xâm lược tại Việt Nam.

## Tiểu sử
Ông là người ở (thôn Vạn Thái, xã Mỹ Tài), huyện Phù Mỹ, tỉnh Bình Định. Xuất thân là con nhà nghèo khó, năm Minh Mạng thứ 10 (1829), ông đến đầu quân nhà Nguyễn.
Buổi đầu, ông được phái đến trấn Định Biên và sau đó là An Giang. Nhờ đánh dẹp được các cuộc nổi dậy ở các nơi ấy, ông được thăng cai đội.
Năm Thiệu Trị thứ nhất (1841), ông thăng vệ úy, được cử đi theo hai tướng là Phạm Văn Điển và Doãn Uẩn. Sau mấy lần đánh đuổi được quân Chân Lạp ở vùng biên giới Châu Đốc-Hà Tiên, ông được nhà vua ban cho chức lãnh binh và thưởng cho quân công một cấp. 
Năm 1845, ông được bổ làm lãnh binh An Giang.
Năm 1847, ông lãnh quyền Chưởng ấn quan phòng đề đốc An Giang. Khi việc Chân Lạp đã tạm yên, ông được thăng thự Chưởng vệ, tước Thắng Công nam, được nhà vua cho khắc tên ghi công trên súng đồng Thần uy phục viễn vị thứ 5.
Năm Tự Đức thứ 4 (1851), thăng ông làm thống chế. Năm sau, bổ ông làm thự Hậu quân lĩnh chức tổng đốc Định Tường.
Năm 1858, thăng ông chức thự Đô thống phủ chưởng phủ sự. Gặp lúc tàu chiến của thực dân Pháp bắn phá ở cửa biển Đà Nẵng, ông được sung làm tổng thống tiễu bộ quân vụ đại thần, để mang quân đi chống cự.
Trong một trận đánh nhau ở Cẩm Lệ (nay là một quận của thành phố Đà Nẵng), Lê Đình Lý bị trúng đạn của quân Pháp. Thể theo ý nguyện, ông được chuyển về chữa trị ở quê nhà, nhưng được vài hôm thì mất (1858), thọ 68 tuổi, được nhà vua ban cho lễ táng trọng thể.
Năm Tự Đức thứ 32 (1879), ông được thờ trong đền Trung Nghĩa.
Dinh Lê Đính Lý và Lăng mộ của ông được con cháu phụng thờ tại quê nhà đến ngày nay.

## Sách tham khảo
- Quốc sử quán triều Nguyễn, Đại Nam chính biên liệt truyện. Nhà xuất bản Văn Học, 2004.
- Trần Trọng Kim, Việt Nam sử lược. Nhà xuất bản Tân Việt, Sài Gòn, 1968.
- Nhóm Nhân Văn Trẻ, Hỏi đáp lịch sử Việt Nam (tập 4). Nhà xuất bản Trẻ, 2007.